# 格洛佩內斯拉嫩冰原島峰
72°8′S 10°1′E / 72.133°S 10.017°E
格洛佩內斯拉嫩冰原島峰（德語：Glopenesranen），是南極洲的冰原島峰，位於毛德皇后地的阿斯特里德公主海岸，處於格洛弗利亞平原南部，由德國探險隊拍攝照片，現時由南極條約體系管理。